# Conrad Magnusson
Conrad Magnusson (18 août 1874 - 14 septembre 1924) fut un ancien athlète et tireur à la corde américain. Il a participé aux Jeux olympiques de 1904 et remporta la médaille d'or avec l'équipe américaine Milwaukee Athletic Club.